# Stadtturm (Vilshofen an der Donau)

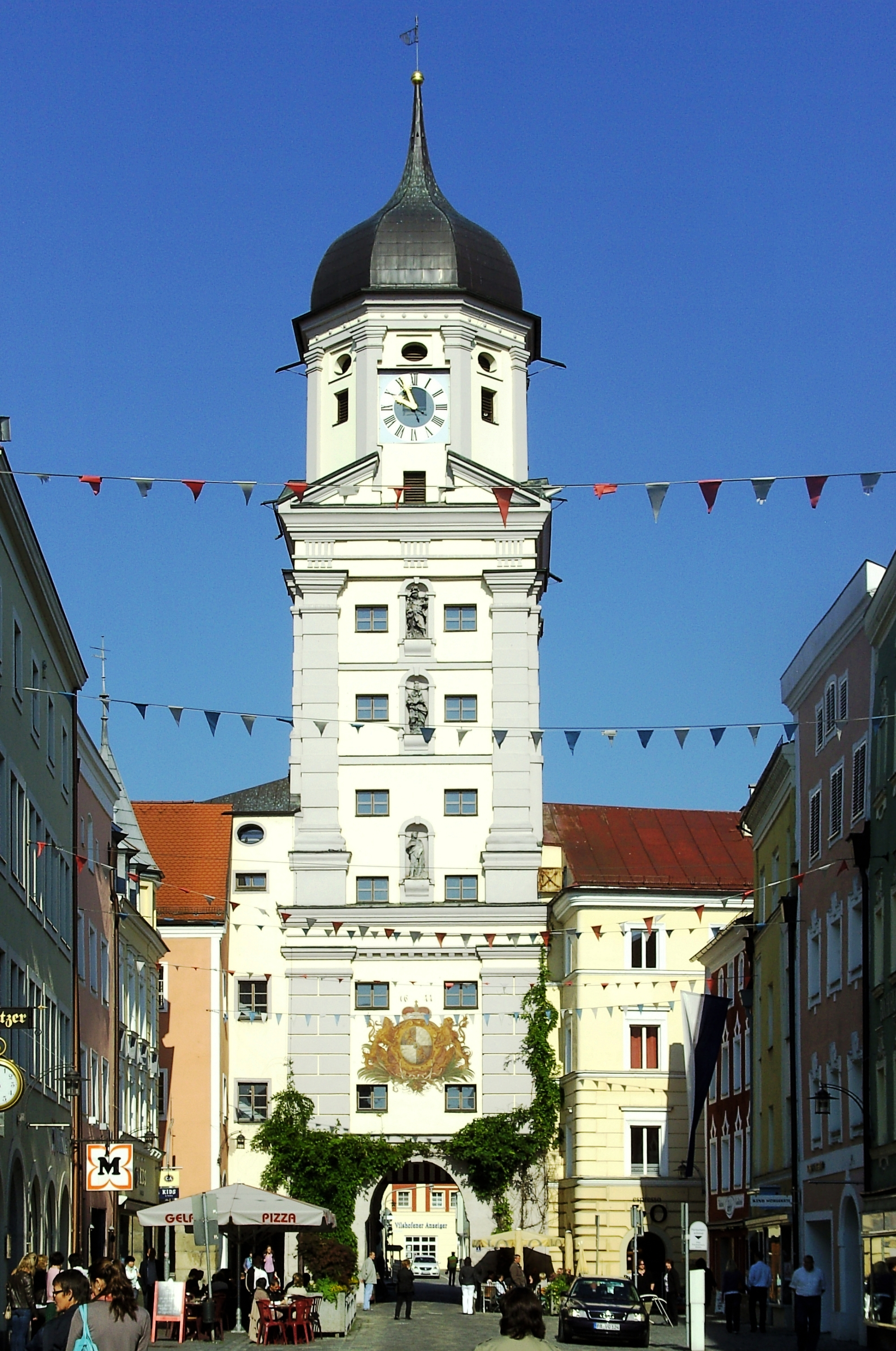
Der Stadtturm von Vilshofen an der Donau, 2010

Der Stadtturm von Vilshofen an der Donau ist ein 45,5 Meter hoher frühbarocker Turm. Er ist das Wahrzeichen der Donaustadt.

## Baugeschichte
Die Geschichte des Vilshofener Stadtturms, der im Westen der Altstadt an der mittelalterlichen Stadtmauer gelegen ist, reicht bis in das Jahr 1319 zurück. Dieser erste Turm fungierte als Stadttor und existierte demnach etwa 100 Jahre vor der Stadterhebung Vilshofens. Zu Beginn des 17. Jahrhunderts wurde dieser erste Stadtturm von Hofbaumeistern aus Landshut und München als baufällig eingestuft und ein Neubau wurde empfohlen. Diesen plante und leitete von 1643 bis 1647 gegen Ende des Dreißigjährigen Kriegs der aus Graubünden stammende Baumeister Bartolomeo Viscardi. Es entstand ein neungeschossiger frühbarocker Turm mit einer sogenannten Welschen Haube und einer rundbogigen Durchfahrt mit Holztor. Bis 1677 erfolgte die Anfertigung und Aufstellung dreier Figuren (Florian von Lorch, Maria von Nazaret, Johannes der Täufer), die in drei separaten, vertikal übereinander angeordneten Nischen untergebracht sind.
Mitte der 1990er Jahre wurde ein Glockenspiel installiert. Im Jahr 2001 erfolgte schließlich eine grundlegende Sanierung. Im Turm befindet sich seither die Stadtturmgalerie. Der Kultur- und Geschichtsverein Vilshofen organisiert dort in regelmäßigen Abständen Kunstausstellungen.

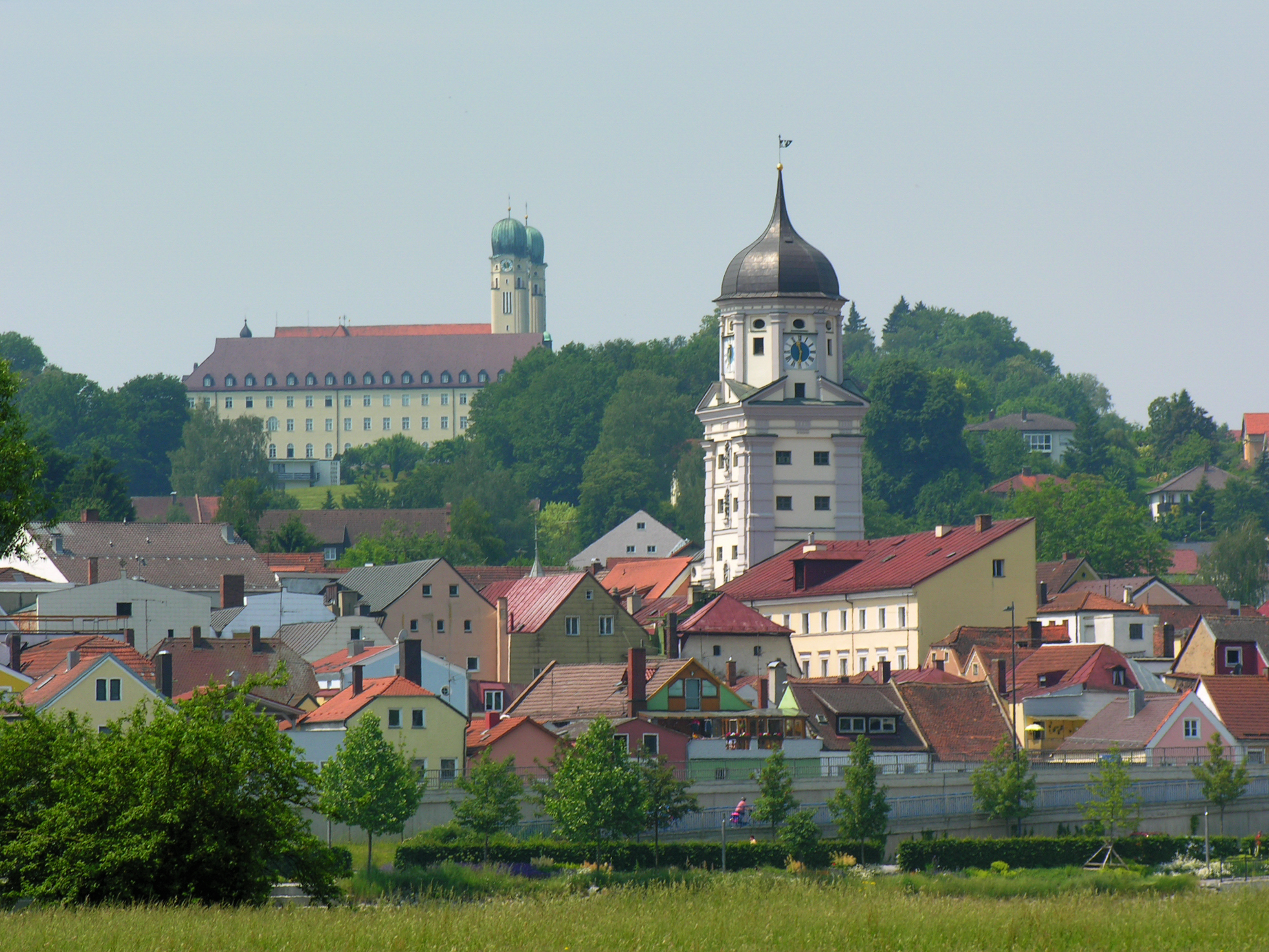
Der Stadtturm im Altstadtensemble
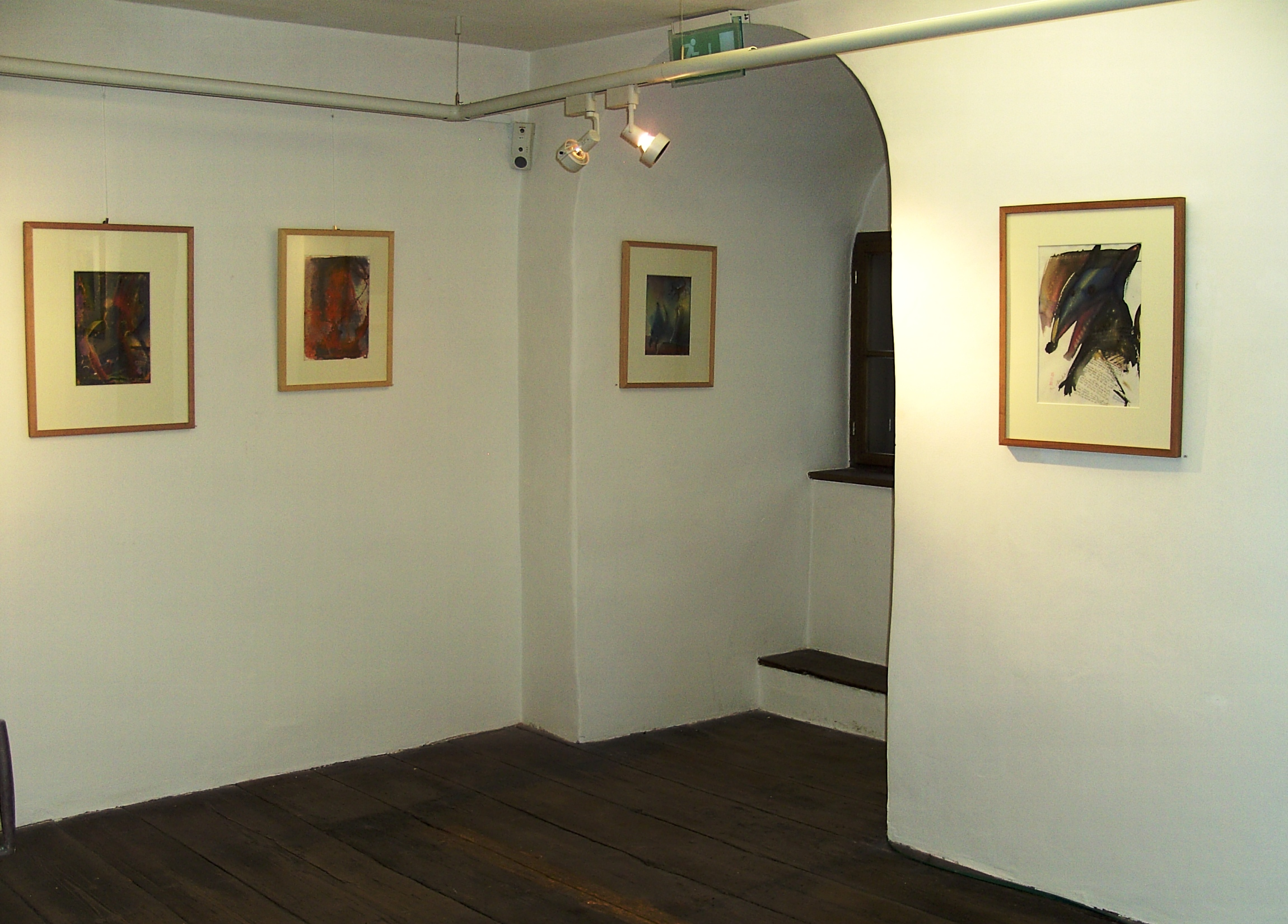
Die Kunstgalerie im Stadtturm (2010)
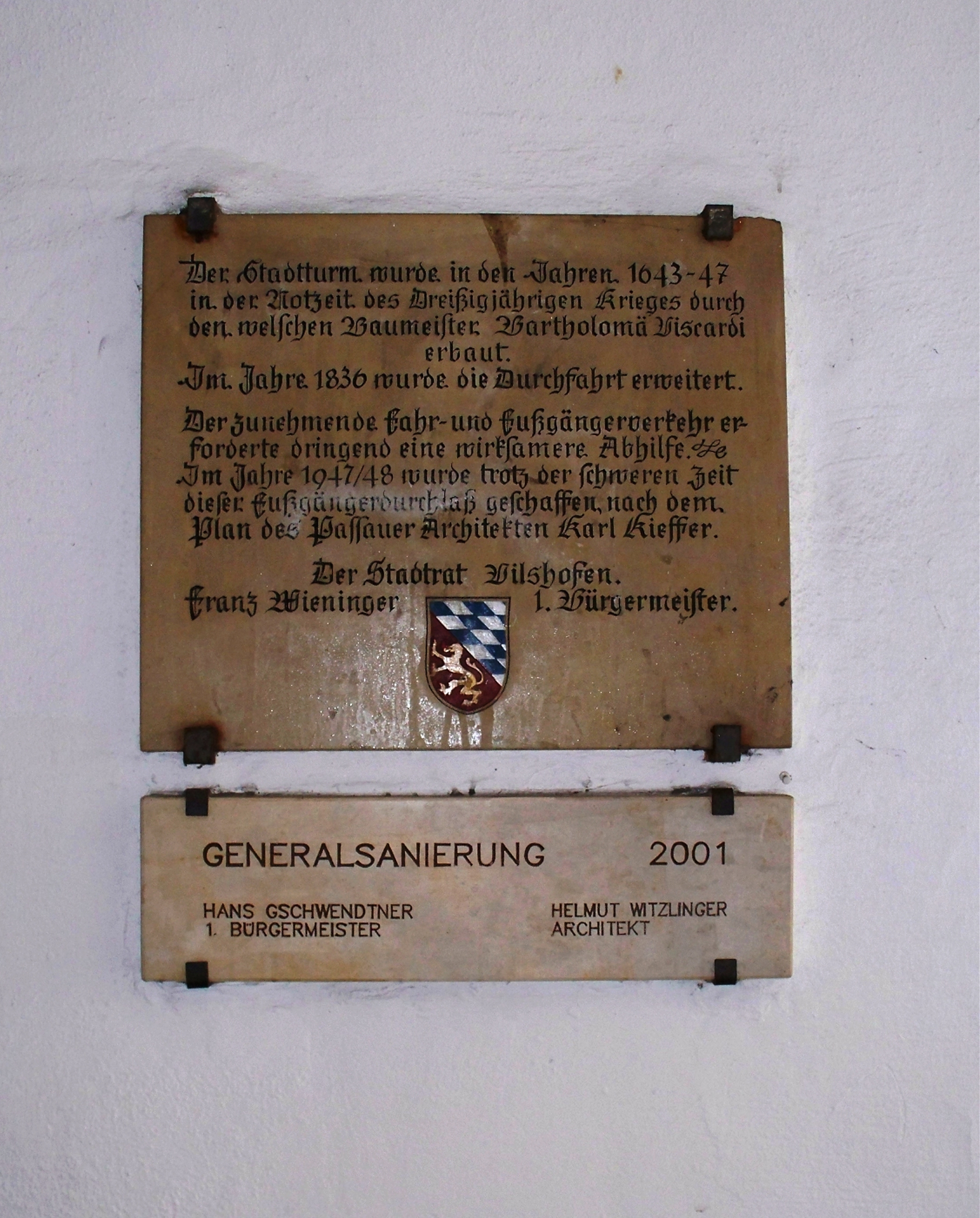
Gedenktafel über die Historie des Turmes
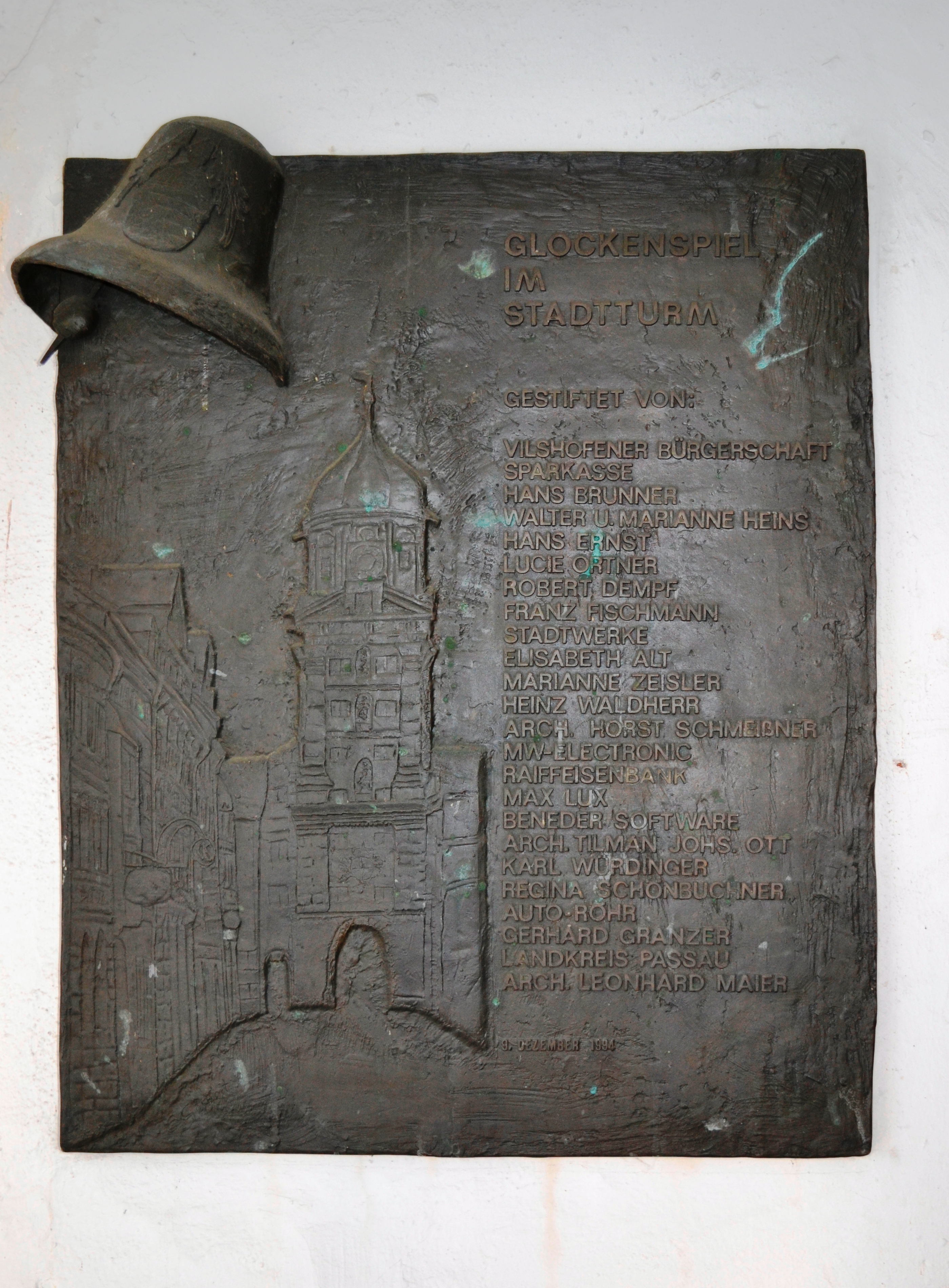
Gedenktafel an die Stifter des Glockenspieles